# Albanophobie
L'albanophobie est une hostilité, des préjugés, à l'encontre de l’Albanie ou des Albanais en tant que groupe ethnique, notamment dans des pays à forte population albanaise, en particulier la Grèce et l'Italie,,.
Son contraire est l'albanophilie.

## Origines et variantes
Le terme "albanophobie" a été inventé par Anna Triandafyllidou dans un rapport nommé Racisme et diversité culturelle dans les Mmédias de masse, publié en 2002. Toutefois, la première utilisation de ce terme remonte à 1982 par l'auteur albanais Arshi Pipa (en) (1920-1997). Le rapport de Triandafyllidou, traitant de la situation des migrants albanais en Grèce, a été suivi par d'autres chercheurs comme Karyotis en Grèce et Mai en Italie.
Les stéréotypes sur les Albanais se sont d'abord formés à l'indépendance de l'État albanais, puis à la suite de l'énorme flux d'immigration en provenance d'Albanie et au Kosovo dans les années 1980 et 90. Bien que, selon leurs origines, ils diffèrent légèrement, ces préjugés sont toujours considérés comme des albanophobes par Triandafyllidou, Banac et Karyotis.[réf. nécessaire]
L'albanophobie désigne en fait un large éventail de concepts se groupant en deux catégories principales:[réf. nécessaire]
- l'albanophobie xénophobe, dans les pays avec un nombre considérable de migrants albanais, comme la Grèce, l'Italie, la Suisse, l'Allemagne, la France et les États-Unis.
- l'albanophobie nationaliste - dans les pays ayant d’importants litiges avec l'ethnie albanaise dans les Balkans, le plus souvent en Ex-Yougoslavie (Macédoine du Nord, Serbie, Monténégro). Ce type d'albanophobie est plus susceptible d'être associé avec le terme anti-albanianisme.

 ({{{date}}}).

## En Grèce
En Grèce, le stéréotype de l'Albanais criminel a fait l'objet d'une étude par le Comité Helsinki et par l'Agence des droits fondamentaux de l'Union européenne,. Selon ces derniers, l'ethnie albanaise est la plus susceptible de voir ses membres tués par les forces de l'ordre grecques ou cibles d'actes racistes. En outre, il a été a constaté que les migrants albanais sont victimes de "graves discriminations dans l'emploi, en particulier pour le paiement des salaires et des cotisations de sécurité sociale". Les Albanais, de par leur religion, sont souvent péjorativement considérés par les Grecs comme des "Turcs", come dans l'expression "Turkalvanoi"  (en français, "Turco-albanais"), qui, au contraire des Grecs "civilisés", seraient "sauvages".
La représentation systématiques des Albanais à travers la criminalité et mafia albanaise par les médias grecs est, en grande partie, responsable de la construction sociale de stéréotypes négatifs, contredisant l'idée communément admise d'une société grecque ni xénophobe ni raciste.

## En Italie
En Italie, l'albanophobie est principalement liée à l'immigration de jeunes adultes alors considérés comme des délinquants, des trafiquants de drogue et des violeurs,. De même qu'en Grèce, les médias italiens offrent beaucoup d'espace au traitement des crimes commis par les Albanais, même s'ils ne sont pas avérés.

## En Macédoine du Nord

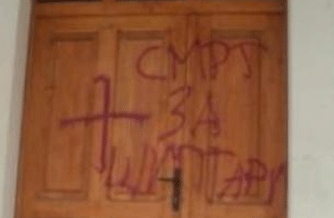
Inscription albanophobe écrite en macédonien sur une mosquée, qui signifie "Mort aux Shqiptars".

Les tensions ethniques se sont accrues en Macédoine du Nord depuis la fin d'un conflit armé en 2001, où l'Armée de libération nationale a attaqué les forces de l'ordre avec l'objectif d'obtenir davantage de droits et d'autonomie pour la minorité albanaise. On compte depuis un nombre important d'actes racistes et xénophobes souvent justifiés par la criminalité albanaise et la religion musulmane de la communauté.

## En Serbie
La propagande anti-albanaise en Serbie a commencé à la fin du 19e siècle, alors que l'État serbe revendiquait des territoires que les Albanais obtinrent après l'effondrement de l'Empire ottoman. Les fonctionnaires du gouvernement parlaient alors d'une “tribu sauvage” avec des “instincts cruels”, à l'image du géographe Jovan Cvijić considérant ce peuple comme “la plus barbare des tribus d'Europe” ou du politicien Vladan Đorđević les décrivant comme des “Troglodytes modernes” et des “pré-humains dormant dans les arbres” qui avaient encore des “queues”. C'est à la veille de la Première guerre balkanique de 1912 que la propagande albanophobe des médias serbes atteint son paroxysme.
En 1937, l'Académie serbe des sciences et des arts, et plus particulièrement l'homme politique Vaso Čubrilović (1897-1990), a écrit un mémorandum intitulé "L'Expulsion des Albanais", traitant des méthodes devant être utilisées pour expulser les Albanais, allant de l'incitation religieuse à l'expropriation.
À la fin des années 1980 et au début des années 1990, les actions du gouvernement serbe du Kosovo furent régulièrement qualifiées d'albanophobes.
Les médias serbes, pendant le mandat de Milošević, épousaient un fort nationalisme, favorisant la xénophobie envers les autres groupes ethniques de Yougoslavie. Les Albanais y ont généralement été caractérisés comme des contre-révolutionnaires anti-yougoslaves, des violeurs, et une menace pour la nation. Lors de la guerre du Kosovo, les forces serbes n'ont eu de cesse de discriminer les Albanais du Kosovo.
Une enquête a récemment montré que 40% de la population serbe ne souhaite pas que des Albanais vivent en Serbie, et même que 70% refuserait catégoriquement un mariage avec l'un(e) d'eux (à noter que les mêmes sentiments existent en Albanie pour les Serbes),.
Certains des ultranationalistes serbes déclarent également les Albanais - ou du moins la partie nord d'entre eux, comme "Serbes soumis au lavage de cerveau", malgré le caractère distinctif de la langue et de la culture albanaises - indépendamment de la présence en eux d'éléments communs avec ceux des voisins Les peuples slaves du sud et les Grecs.

## Termes désobligeants
- Shiptar – est un nom péjoratif pour les Albanais formé à partir de leurs endonyme shqiptar qui est utilisé par des Slaves des Balkans
- Turc et Turco-albanais – sont des noms désobligeants pour les Albanais convertis à l'islam au cours de la domination ottomane.